# Dimos Filothei-Psychiko
Dimos Filothei-Psychiko (Filothei-Psychiko) är en kommun i Grekland.   Den ligger i prefekturen Nomarchía Athínas och regionen Attika, i den sydöstra delen av landet, 7 km nordost om huvudstaden Aten. Antalet invånare är 26 968. Arean är 6,2 kvadratkilometer.
Terrängen i Dimos Filothei-Psychiko är platt.